# هارلي (فلم)
هارلي أو هارلي: أسطورة الأسفلت هو فيلم مصري عرض عام 2023 في موسم عيد الفطر، بطولة محمد رمضان ومحمود حميدة ومي عمر، ومن تأليف محمد سمير مبروك وهند عبد الله وإخراج محمد سمير.
الفيلم هو أول فيلم يخرجه محمد سمير، بعد أن عمل لسنوات في مجال الإخراج التلفزيوني.[بحاجة لمصدر] واسم الفيلم مستوحىً من اسم هارلي-ديفيدسون، الشركة الأمريكية المعروفة بصناعة الدرجات النارية.

## قصة الفيلم
يعود هارلي مهندس الميكانيكا من الخليج مع عائلته لاستكمال دراسته بمصر، ويقوده ذكائه وسرعته إلى العمل مع إحدى العصابات، ويصبح العنصر الأبرز والأقرب إلى زعيم العصابة.

## فريق العمل
- إخراج: محمد سمير
- تأليف: محمد سمير مبروك، هند عبد الله
- مدير التصوير: أحمد عبد القادر
- مونتاج: إسلام عاكف
- موسيقى تصويرية: عادل حقي
- إنتاج: سامر المحضر

## طاقم العمل
- محمد رمضان (هارلي)
- محمود حميدة (ياسين)
- مي عمر (أسيل)
- أحمد داش (نوح - أخو هارلي)
- حسني شتا (مرتضى)
- مي كساب (دنيا)
- إسماعيل فرغلي (هاشم - والد هارلي)
- باسل الزارو
- حازم إيهاب (رامي)

## وصلات خارجية
- مقالات تستعمل روابط فنية بلا صلة مع ويكي بيانات